# 都市地理学
都市地理学（としちりがく、英語: urban geography）は、都市の空間的な構造を分析する、地理学の分野である。都市地理学における都市の分析では、中心地研究や都市システム研究など都市を「点」として分析する方法と、都市の内部構造研究など都市を「面」として分析する方法の2つがある。

## 研究テーマ
都市化、都市システム、都市構造の分析などが主な研究テーマになる。

### 都市化

フランス・Noironteにおける都市化の進行の地図。赤色部分は1950年、橙色は2000年、黄色は2018年における都市の範囲。

都市地理学における都市化の研究では、都市化の現状や変化、進行状況、背景、影響、問題点などに着目して行われる。都市化による人口の増加（特に社会増）に伴う雇用の増加など地域社会への変化と影響が地理学の研究対象となっている。研究例としては、都市化の進行に伴う土地利用の変化が挙げられ、山本正三らは1970年代の東京西郊での都市化の進行を土地利用から検討した。

### 都市システム

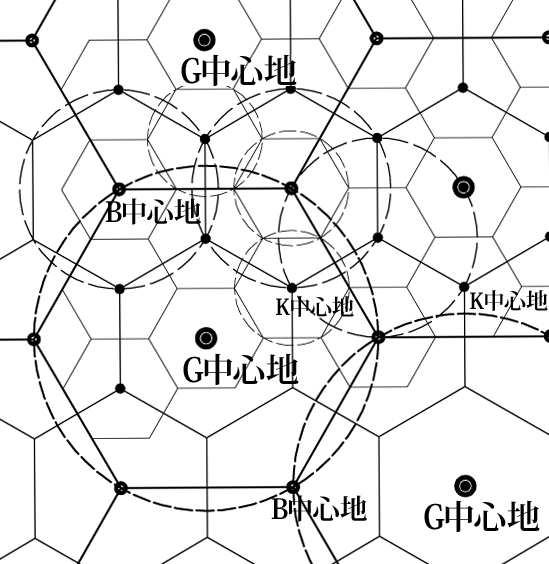
クリスタラーによる中心地理論。都市システムにおける都市の規模と分布について、階層性を導入して考察した。

都市地理学における都市システムの研究では、都市群の相互関係に着目して行われる。これに関わる法則として、順位・規模法則や中心地理論を挙げることができる。

### 都市の内部構造

バージェスによる同心円モデル。都心からの距離に応じ土地利用が変化している。

都市地理学における都市内部構造の研究では、都市を構成する諸要素の関係性が取り扱われる。ただし初期は諸要素自体の研究が重視されていた。内部構造を説明する古典的モデルとして、同心円モデル、セクター・モデル、多核心モデル、三地帯モデルが挙げられる。
現代日本を対象とする研究例として、都市におけるオフィス立地が挙げられる。オフィス機能はもともと高い地代負担に耐えられ都心に立地可能であるが、都市化の進行に伴う都市問題や職住分離による通勤時間の増大などにより、オフィス機能の立地の郊外化が見られた時期もある一方、近年では郊外移転した企業が都心回帰した事例もみられている。また人口減少社会や情報化社会の進行に伴うオフィス再編も行われている。

## 研究動向
もともとは集落地理学の一部であったが、都市化の進行に伴う都市問題の発生などの結果、20世紀になってから、独立した一学問として成立した。20世紀初頭では、都市の立地の解釈の研究が行われ、都市の立地位置と関係位置の分析が進められた。
1950年代後半以降、計量革命の影響を受け、計量的手法が都市地理学に導入された。
一方、その後、都市社会地理学が成立し、デヴィッド・ハーヴェイやデヴィッド・レイなどによりこの方法論が広がった。都市社会地理学は政治・経済・社会問題などに関連したトピックも扱うほか、ポスト構造主義の影響下でエスニシティ、宗教、ジェンダー、セクシャリティなどの対立をも取り扱う。

### 日本
日本では第二次世界大戦後に都市地理学の研究が発展した。人文地理学の論文に占める都市地理学の論文の割合は年代とともに増大し、2001 - 2010年、2011年 - 2020年では、主要学術誌掲載論文の3分の1超が都市地理学の論文である。
1960年代までの発展要因として、木内信蔵による『都市地理学研究』の刊行、都市化の進行とそれに伴う都市化研究の活発化、都市化の定義をめぐる学界での論争が挙げられる。
1970年代になると、計量的手法を用いた都市地理学の研究が増加し、特に因子分析や主成分分析を用いた研究が多く、都市の内部構造の分析（因子生態分析）や、都市機能による都市分類（都市次元分析）などが行われた。一方、1990年代以降は計量的な研究は減少し、代わりに人文主義地理学的な研究の数が増えた。
21世紀になると、まちづくりや市町村合併を対象とした研究が増加した。また、高齢化や人口減少に伴う社会現象を扱う研究も多い。
都市地理学には、都市を「点」として分析する研究と、都市を「面」として分析する研究がある。1970年までは都市の点的研究の論文が面的研究よりも多かったが、1971年以降は面的研究の論文数が上回るようになった。面的研究の論文数の増加の背景として、都市内部構造や都市機能、住宅地研究の増加が挙げられる。点的研究は、1960年代・1970年代は中心地研究が、1980年代は中心地研究に加えて都市システム研究が主となっていたが、1990年代には両研究の論文数が減少した。
また、「都市を」研究した論文すなわち都市そのものの解明を目標とする研究か、「都市で」研究した論文すなわち都市を事例地域としたうえで何らかを対象とした研究かで二分することもできる。第二次世界大戦後の日本では「都市を」研究した論文が多かったが、1980年代に「都市で」研究した論文の数が「都市を」研究した論文を上回り、2011-2020年では「都市で」研究した論文の数は「都市を」研究した論文の倍以上となっている。